# Lisse-en-Champagne
Lisse-en-Champagne é uma comuna francesa na região administrativa do Grande Leste, no departamento de Marne. Estende-se por uma área de 8.29 km², e possui 117 habitantes, segundo o censo de 2018, com uma densidade de 14 hab/km².